# دینو بوولی
دینو بوولی (انگلیسی: Dino Bovoli; ۴ آوریل ۱۹۱۴ – ۱۳ مارس ۱۹۸۸) بازیکن فوتبال اهل ایتالیا بود.
از باشگاه‌هایی که در آن بازی کرده‌است می‌توان به باشگاه فوتبال اینتر میلان، باشگاه فوتبال سمپدوریا، باشگاه فوتبال پرو ورچلی، و باشگاه فوتبال آتالانتا اشاره کرد.